# Sant'Antonio di Gallura
Sant'Antonio di Gallura är en ort och kommun i provinsen Sassari i regionen Sardinien i Italien. Kommunen hade 1 502 invånare (2017).